# Sophora toromiro

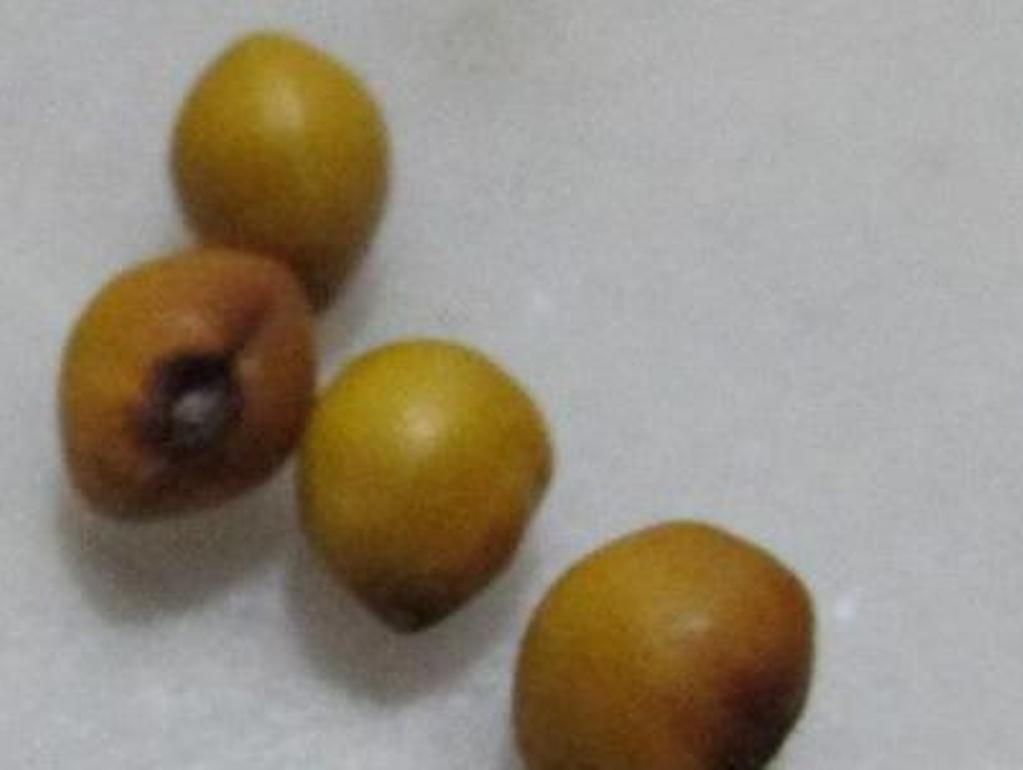
Semillas de toromiro, se aprecia su ombligo oscuro.

El toromiro (Sophora toromiro (Phil.) Skottsb.) es una especie arbórea endémica de la Isla de Pascua, ahora extinta en su medio natural.

## Descripción

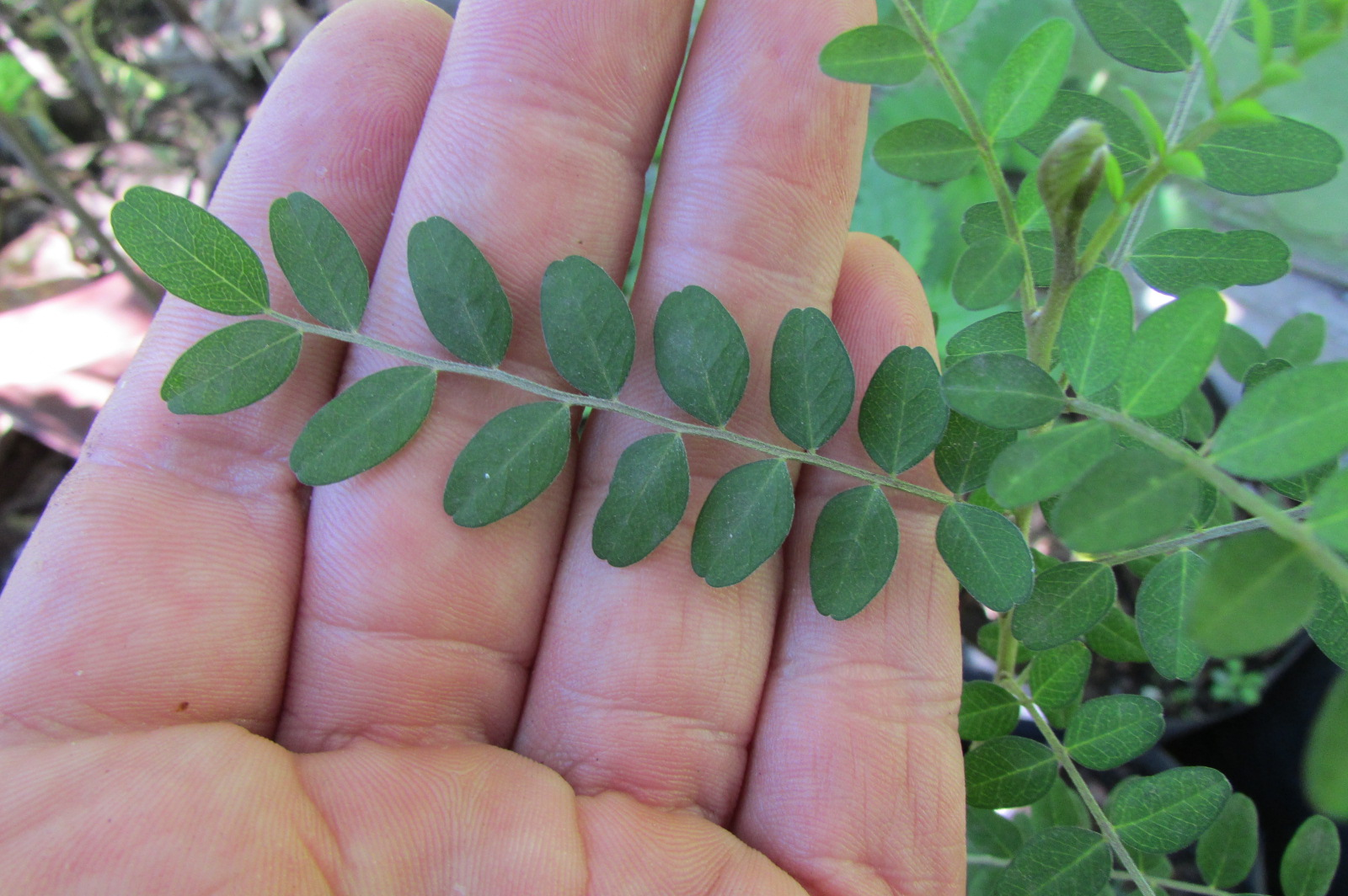
Hoja de toromiro

El toromiro es un arbusto, de unos tres metros de altura, en el que el tronco principal puede alcanzar un grosor de unos 50 cm.
Esta especie tiene hojas alternas de 4,5 a 10 cm de longitud, que poseen un peciolo corto, imparipinnadas con 8 a 12 pares de folíolos. El raquis y raquilla de las ramas jóvenes densamente piloso, pecíolo de 3 a 5 mm y los foliolos subsésiles, elípticos a ovados, más o menos pilosos por el envés, escasamente piloso por el haz, generalmente sobre el nervio central, pelos blanquecinos a parduzcos.
Las flores se agrupan en racimos pedicelados, con pocas flores, y con el cáliz en forma de cúpula, de 0,5 a 1 cm de largo con 5 lóbulos amplios triangulares y pilosos, la corola con 5 pétalos amarillos de 2 cm de longitud. Con 10 estambres, libres, con filamento de unos 2 cm de largo, anteras de 1,2 a 1,3 mm de largo. Ovario estipitado con un estilo levemente curvado.

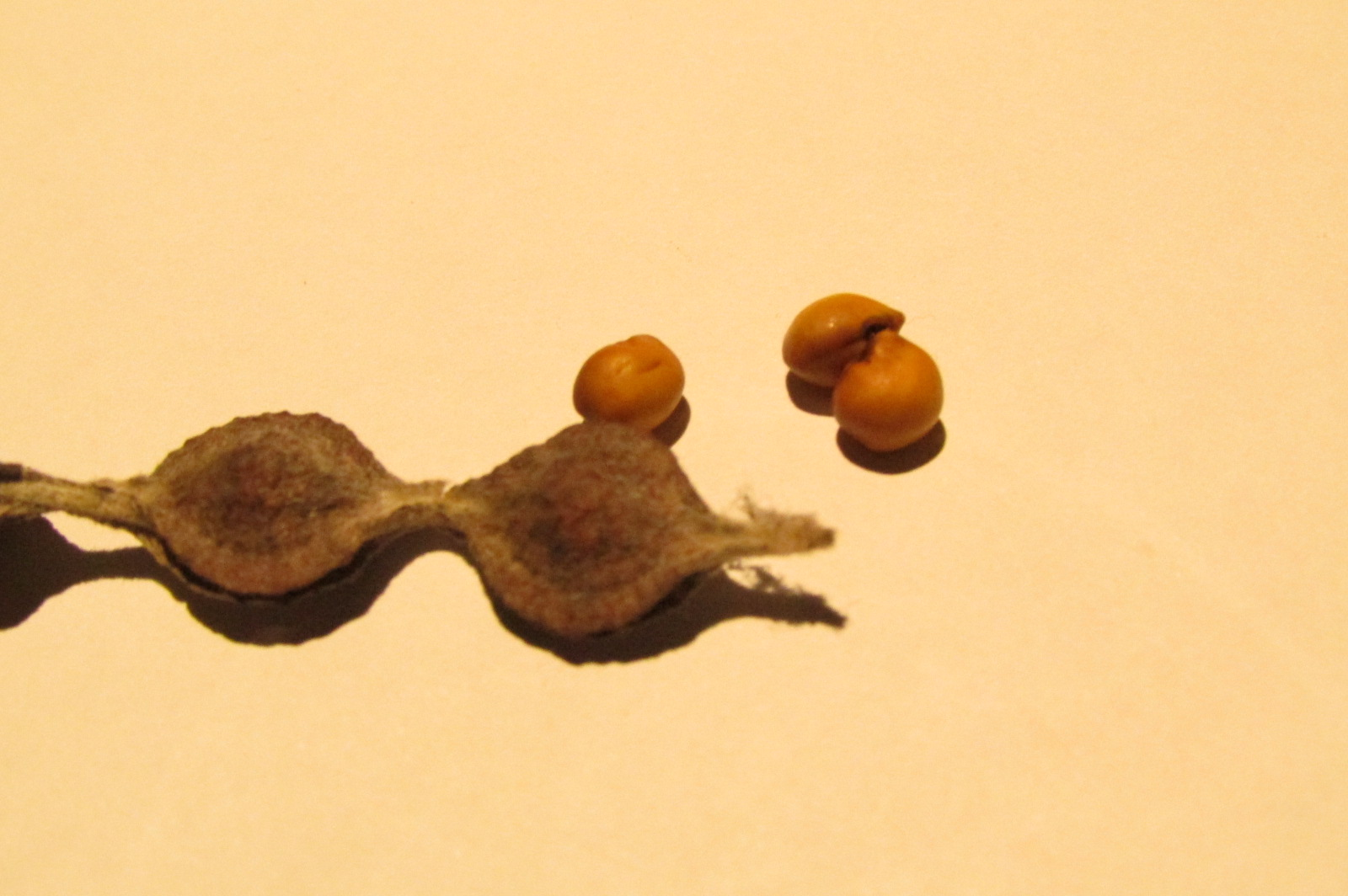
Semillas de toromiro, línea JBN y segmento la de vaina.

El fruto en legumbre con 1 a 6 semillas, partes fértiles aladas. Las semillas con forma elipsoide u ovoide, son amarillentas de ombligo oscuro, de 4 a 5 mm de largo. 

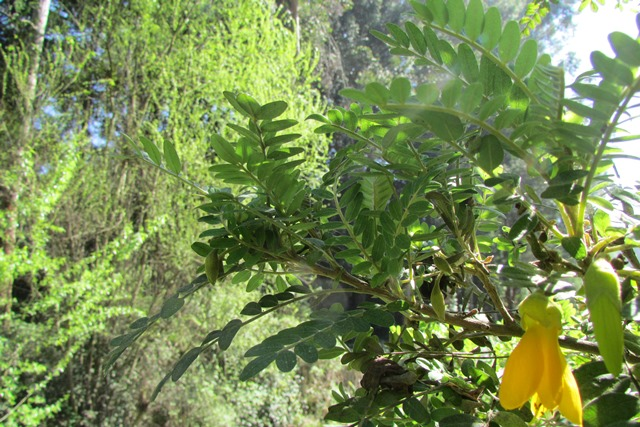
Sophora toromiro en floración.

## Historia
La primera mención escrita describiendo el toromiro fue de Georg Forster, la planta fue descubierta en la Isla de Pascua, durante el segundo viaje por los mares del sur (1772 a 1775) de James Cook. 
Forster describe esta planta como un arbusto de Mimosa que crece hasta una altura de 3 metros en grandes masas en la totalidad de la isla. Recolectó partes de la planta para el Herbario del Natural History Museum de Londres, que aún se encuentran en la colección.
La madera dura del toromiro tenía numerosas aplicaciones en la cultura de la Isla de Pascua, como material de construcción y para la producción de artículos domésticos de consumo, pero predominante como materia prima para sus rituales (Moai Kavakava, Rei-Miro). Sin embargo, la investigación arqueológica moderna consigna una especie de Thespesia ("mako‘i" en idioma rapanui) como fuente de materia prima para los artefactos domésticos. El uso humano intensivo contribuyó probablemente a su declive, aunque fue sobre todo en los siglos XVIII y XIX cuando se utilizó de manera intensiva como alimento por los animales domésticos traídos por los europeos, que se alimentaban de sus hojas y troncos. 
William Thomson, quien visitó la isla de Pascua en 1886 a bordo del barco Mohican con bandera estadounidense, informó ver rodales de toromiro y que una gran extensión había sido destruida a consecuencia del ramoneo de los animales domésticos, ya que en este tiempo pastaban unas 20 000 ovejas en la isla. 
Francisco Fuentes, Jefe de la Sección de Botánica del Museo Nacional de Historia Natural de Chile, encontró en 1911 un único ejemplar y notificó sobre su ubicación a Carl Skottsberg. Este visitó aquel espécimen en 1917, y colectó muestras y semillas con las cuales describió la especie. 
El arqueólogo Alfred Métraux fotografió entre 1934 y 1935 este último ejemplar, que se encontraba en el cráter Rano Kau, donde grandes peñascos lo protegían del ganado.
Este último espécimen de la isla murió en 1960. En la actualidad solamente existen unos pocos ejemplares de toromiro desperdigados en jardines botánicos y privados.

## Conservación y reintroducción
Documentalmente, se habla de dos colectas de semillas, una realizada por Efraín Volosky y otra realizada por Thor Heyerdahl. 
En 1953 Efraín Volosky colectó semillas que provenían del único ejemplar de la especie existente en la isla (el mismo espécimen que Métraux había fotografiado veinte años antes), y las envió al continente. Algunas de ellas se llevaron al Jardín Botánico Nacional de Chile, en Viña del Mar, donde su administrador, Patricio Montaldo, las hizo germinar en 1956 y obtuvo una sola planta madre, crecida en malas condiciones. De las semillas producidas por esta, en 1992 se hicieron germinar cien, lográndose noventa y ocho plantas. Nueve se llevaron a Isla de Pascua y el resto se repartió entre Santiago (Maipú), la Universidad de Concepción (Concepción), el Arboretum de la Universidad Austral de Chile para cruzarlas y producir más semillas.

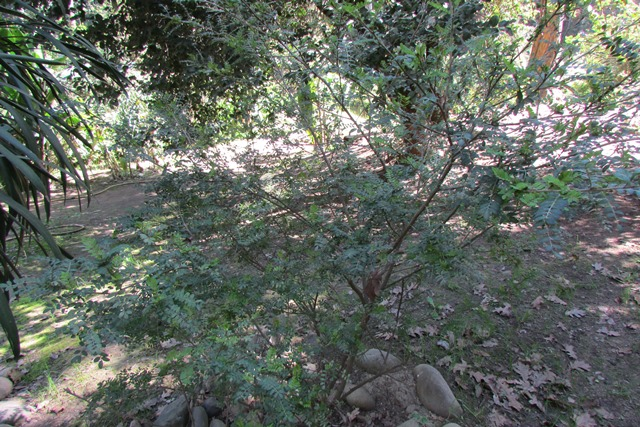
Ejemplar adulto de Sophora toromiro. Jardín Botánico Nacional, Viña del Mar, Chile.

Las semillas del árbol de toromiro recogidas en el cráter de Rano Kau por Thor Heyerdahl en su expedición a Isla de Pascua de 1955 a 1956 fueron llevadas a Europa, y corresponden a una única vaina. Las semillas extraídas fueron germinadas y cultivadas por el Jardín Botánico de Gotemburgo, donde se consiguieron dos plantas madre que produjeron más semillas. De estas, 63 se trasladaron a Isla de Pascua en mayo de 1995, pero lamentablemente todas murieron. 
En el Jardín Botánico de la Universidad de Bonn se encuentra un ejemplar de unos cuarenta años de edad cuyo ADN coincide con el de las muestras de Gotemburgo, por lo que se supone que es un "clon" de aquella colección.
Existe además, un tercer grupo de toromiros en el Jardín botánico de Melbourne, en Australia. Las semillas señalan haber sido recibidas desde Inglaterra. En esta colección  se encuentra el único toromiro que no desciende del solitario último ejemplar, del Volcán "Rano Kau". 
En la actualidad en Chile hay unos treinta y tres ejemplares adultos de la especie en el Jardín Botánico Nacional (treinta y dos en la colección de Isla de Pascua y uno en el invernadero Otto Zoellner) y 156 Toromiros injertados en Sophora cassioides, en la Reserva Nacional Lago Peñuelas. Aunque hasta el momento no hayan sido exitosos, los numerosos esfuerzos mencionados por conservar el toromiro y producir semillas permitirán investigar y quizás en el futuro poder reintroducir la especie.  

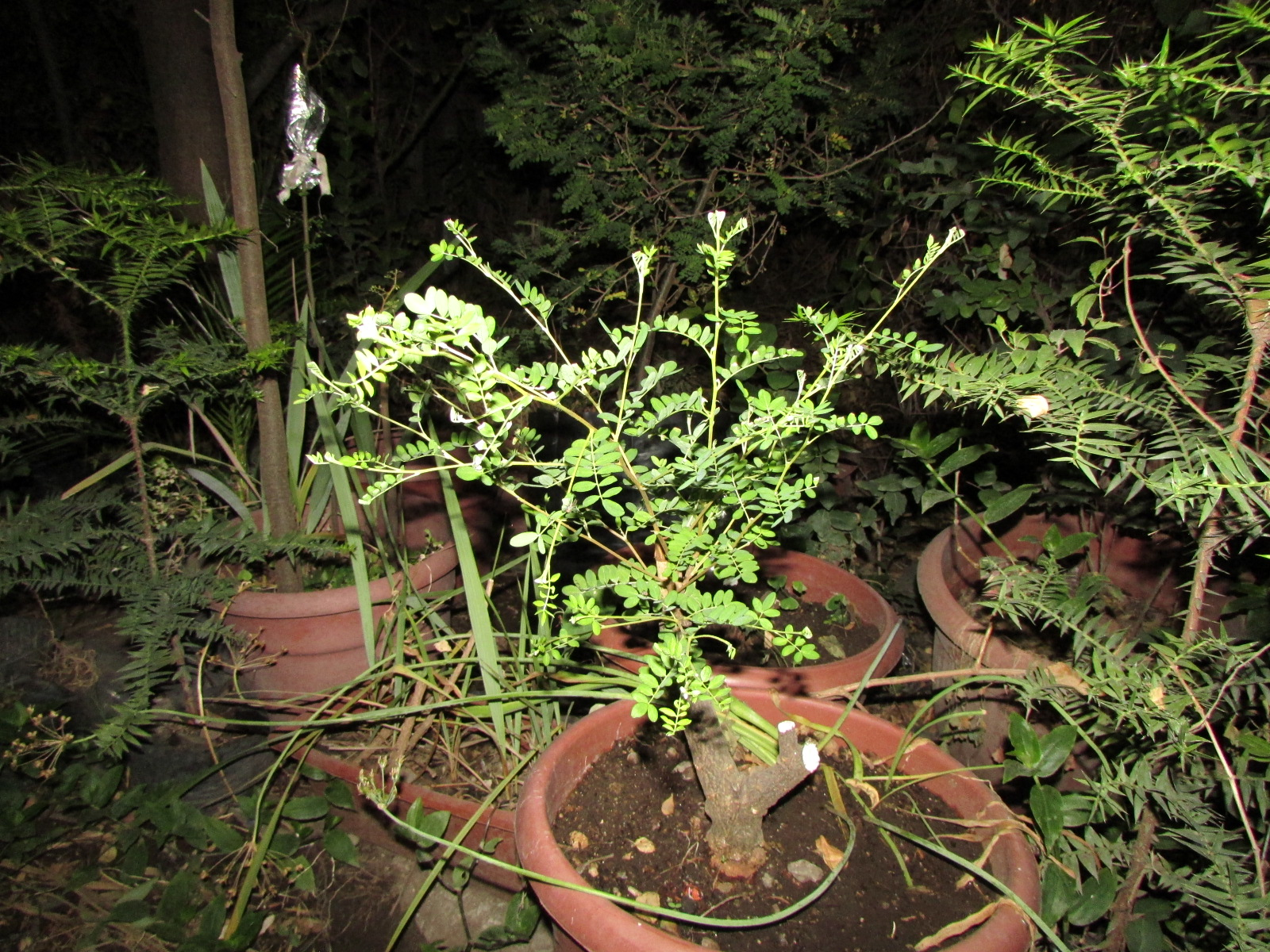
Toromiro injertado sobre patrón Híbrido.

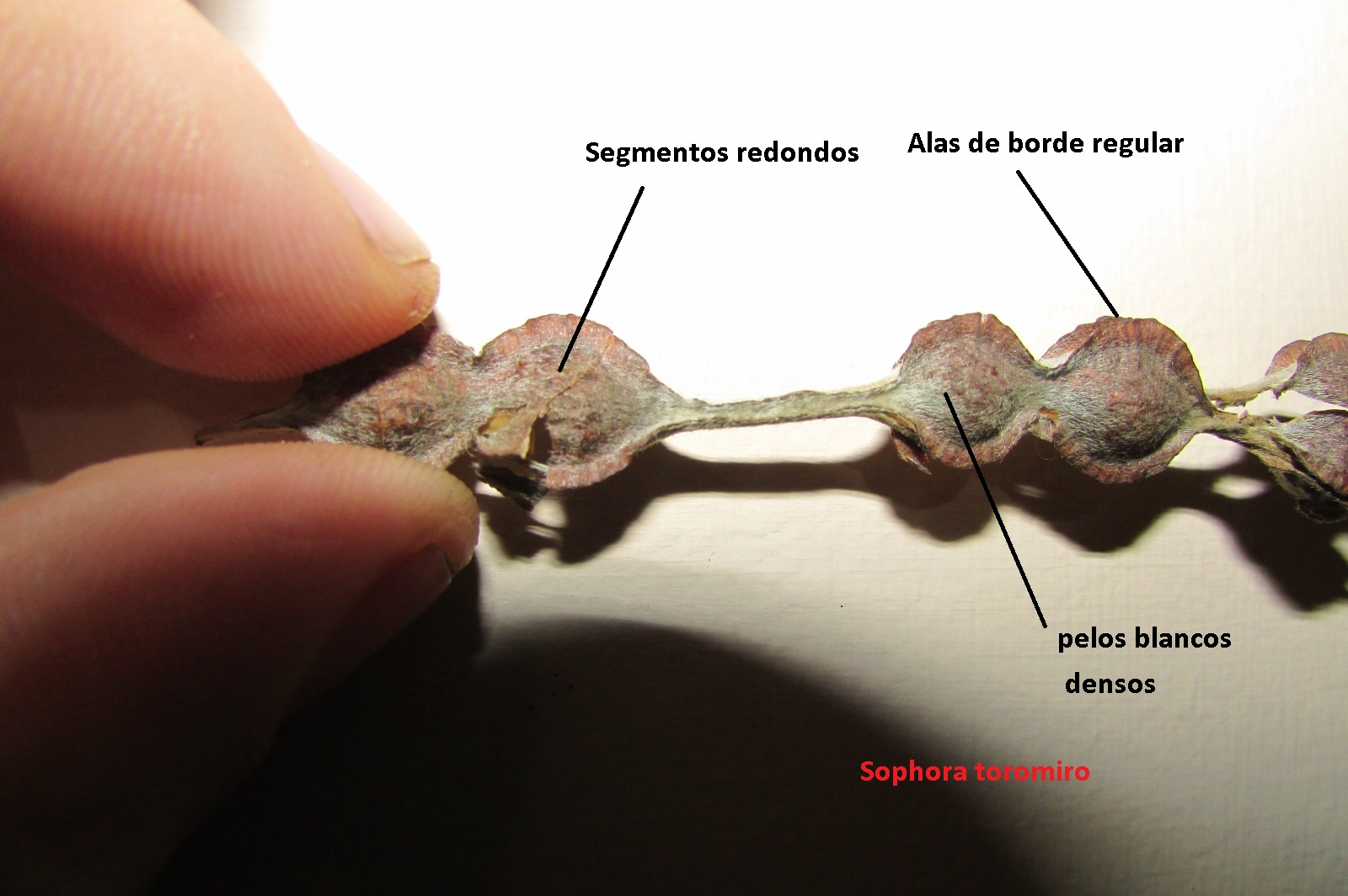
Detalle del fruto de Toromiro.

Uno de los principales problemas que enfrenta el toromiro es la presencia de los llamados "falsos toromiros", muy comunes de encontrar en los viveros de Chile y que incluso se cultivan en Jardines botánicos, como el de Barcelona, el de Montreal en Canadá o el de Brest en Francia. Los "falsos toromiros" surgen debido al error cometido por Mike Maunder al catalogar la "línea Titze" como toromiros verdaderos de los cuales no se sabe exactamente su origen. Esto ha sido refutado por análisis genéticos posteriores que afirman que se podría tratar de una especie injertada.

## Reproducción

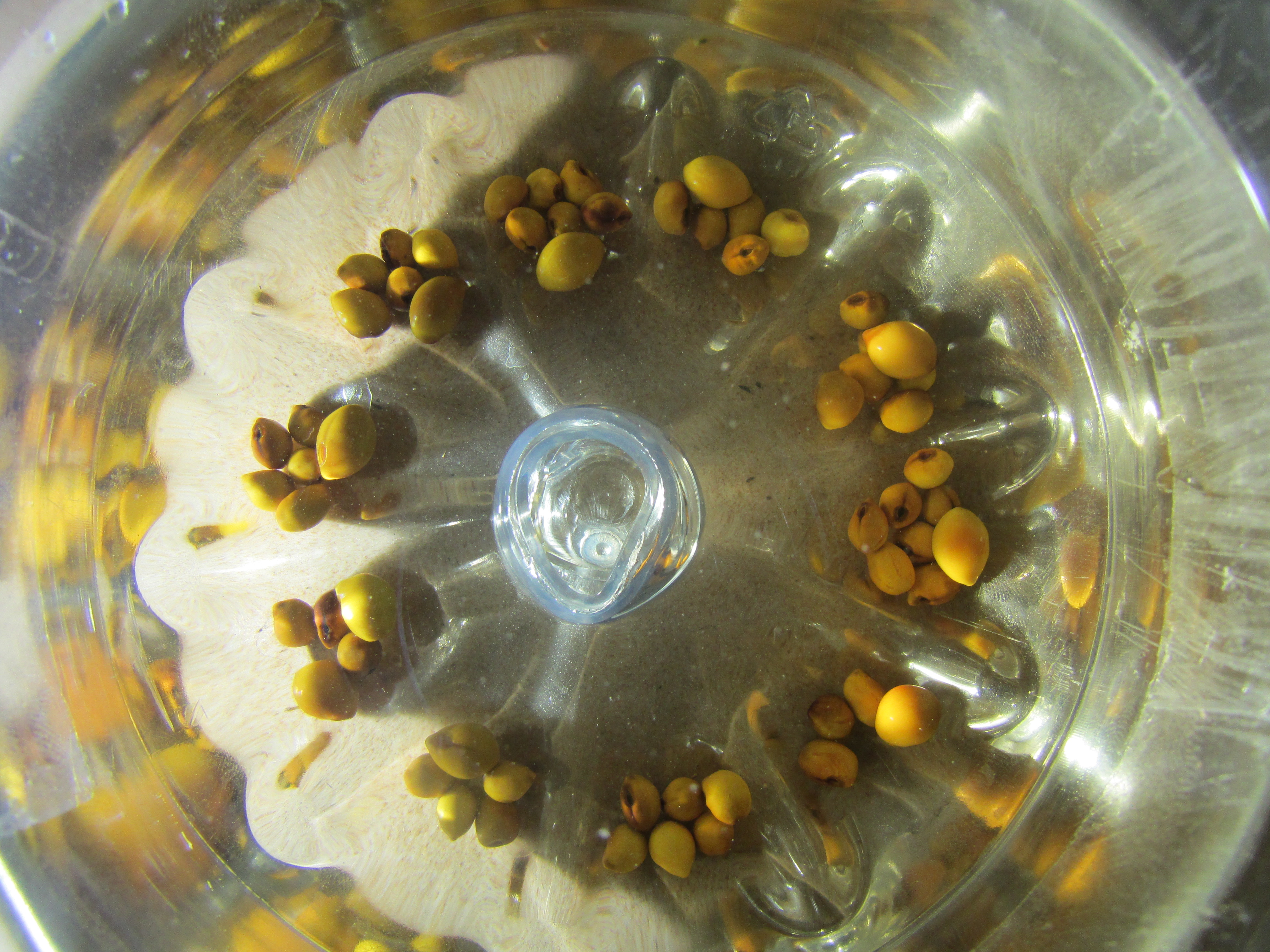
En la foto se observa semillas de toromiro germinando con el método del agua caliente a 70 grados y dejadas enfriar.

La reproducción del toromiro se realiza en invierno, sumergiendo las semillas en agua caliente a 70 °C. Se dejan enfriar, se espera dos días para que aumenten de volumen, y se siembran en algún suelo de buen drenaje (de arena y tierra vegetal). Al resto de las semillas, se las vuelve a sumergir en agua caliente a 70 °C. 